# Сюзанна Мубарак
Сюзанна Мубарак (уроджена Сабет, араб. سوزان مبارك) — єгипетська благодійниця, активістка за права жінок і дітей, освітянка. Перша леді Єгипту з 14 жовтня 1981 по 11 лютого 2011 рр. (вдова колишнього президента Єгипту Хосні Мубарака). Посолка доброї волі ООН.

## Біографія
Народилася 28 лютого 1941 року в єгипетському місті Менія в сім'ї єгиптянина і валлійки. Навчалася в школі Св. Клари в Каїрі. У 1977 році здобула бакалаврський ступінь із політичних наук в Американському університеті Каїра, а в 1982 році стала магістром соціології, захистивши дисертацію на тему «Вивчення соціальної дії в єгипетському місті». У 1977 році заснувала благодійну організацію Integrated Care Society, яку очолює досі.
У 1958 році одружилася з Хосні Мубараком. 13 жовтня 1981 року після вбивства ісламськими екстремістами президента Анвара Садата Хосні Мубарак був обраний президентом Єгипту. Сюзанна Мубарак продовжила активно займатися благодійністю і боротьбою за права дітей і жінок. У 1988 році в Іраку виявилася свідкою злочину — під час урочистого прийому на її честь син Саддама Хусейна Удей вбив охоронця іракського президента.
В даний час Сюзанна Мубарак є членкинею Національної ради з материнства і дитинства, очолює комітет з молодіжної літератури, патронує створення єгипетської версії дитячого навчального телесеріалу «Вулиця Сезам», є лідеркою руху «Грамотність для всіх», веде активну боротьбу проти варварського звичаю жіночого обрізання в Єгипті та інших країнах Африки. За її участі в Єгипті створений дитячий музей її імені.
Удостоєна Європейською академією наук і мистецтв в 1998 році премії толерантності за внесок в боротьбу за права жінок і дітей. Є почесною докторкою гуманітарних наук Американського університету Каїра з лютого 2000 року. За активну благодійну діяльність має в народі прізвисько Мама Сюзанна. Має двох синів — Алаа і Гамаля.

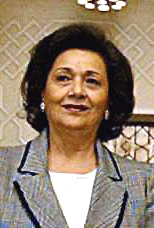
Сюзанна Мубарак. Єгиптяни називають її Мама Сюзанна